# Maranta bracteosa
Maranta bracteosa är en strimbladsväxtart som beskrevs av Otto Georg Petersen och Johannes Eugen ius Bülow Warming. Maranta bracteosa ingår i släktet Maranta och familjen strimbladsväxter. Inga underarter finns listade.